# Effectifs du Championnat d'Europe féminin de basket-ball 2013
Cet article est un complément de Championnat d'Europe de basket-ball féminin 2013.

### 

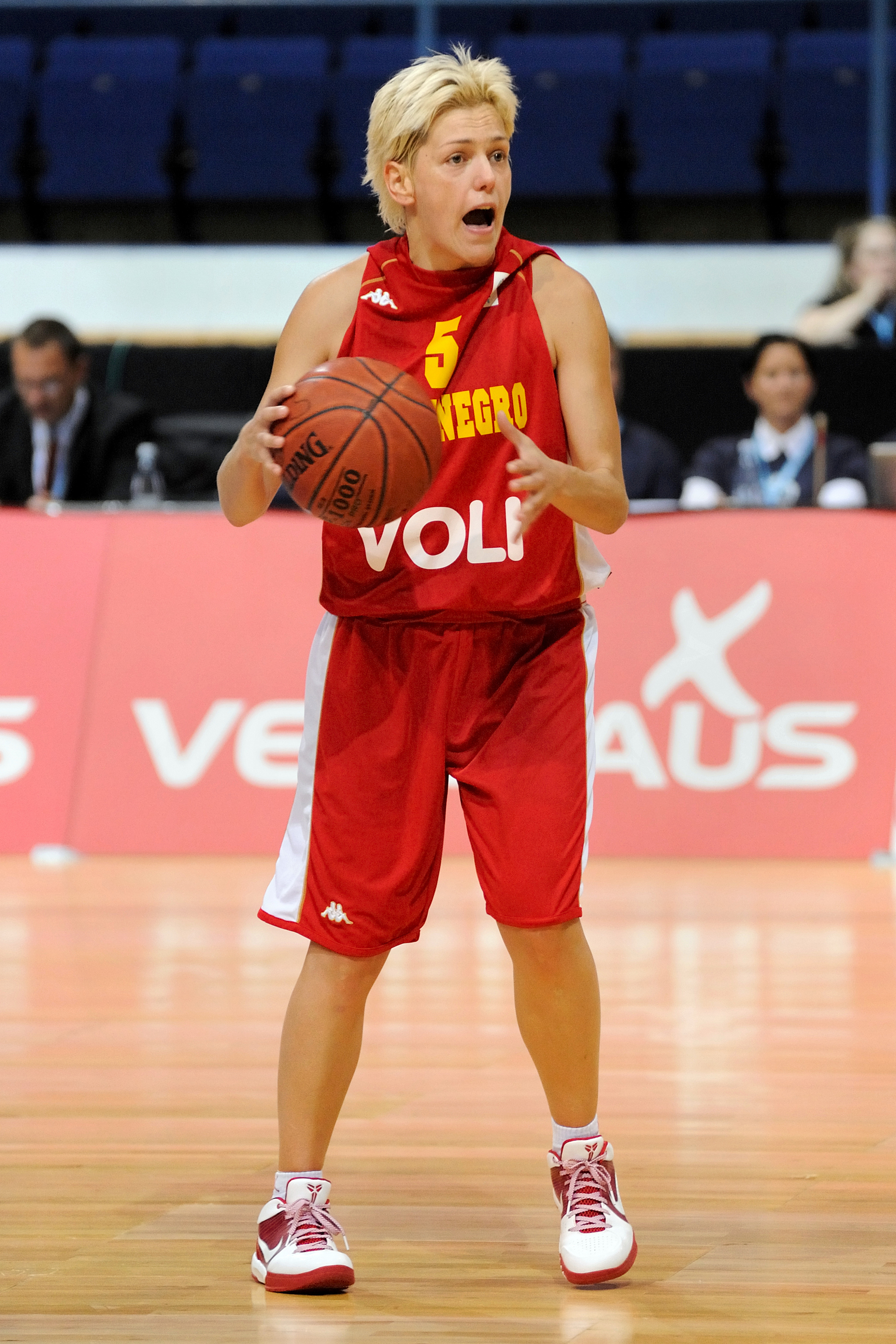
Jelena Škerović

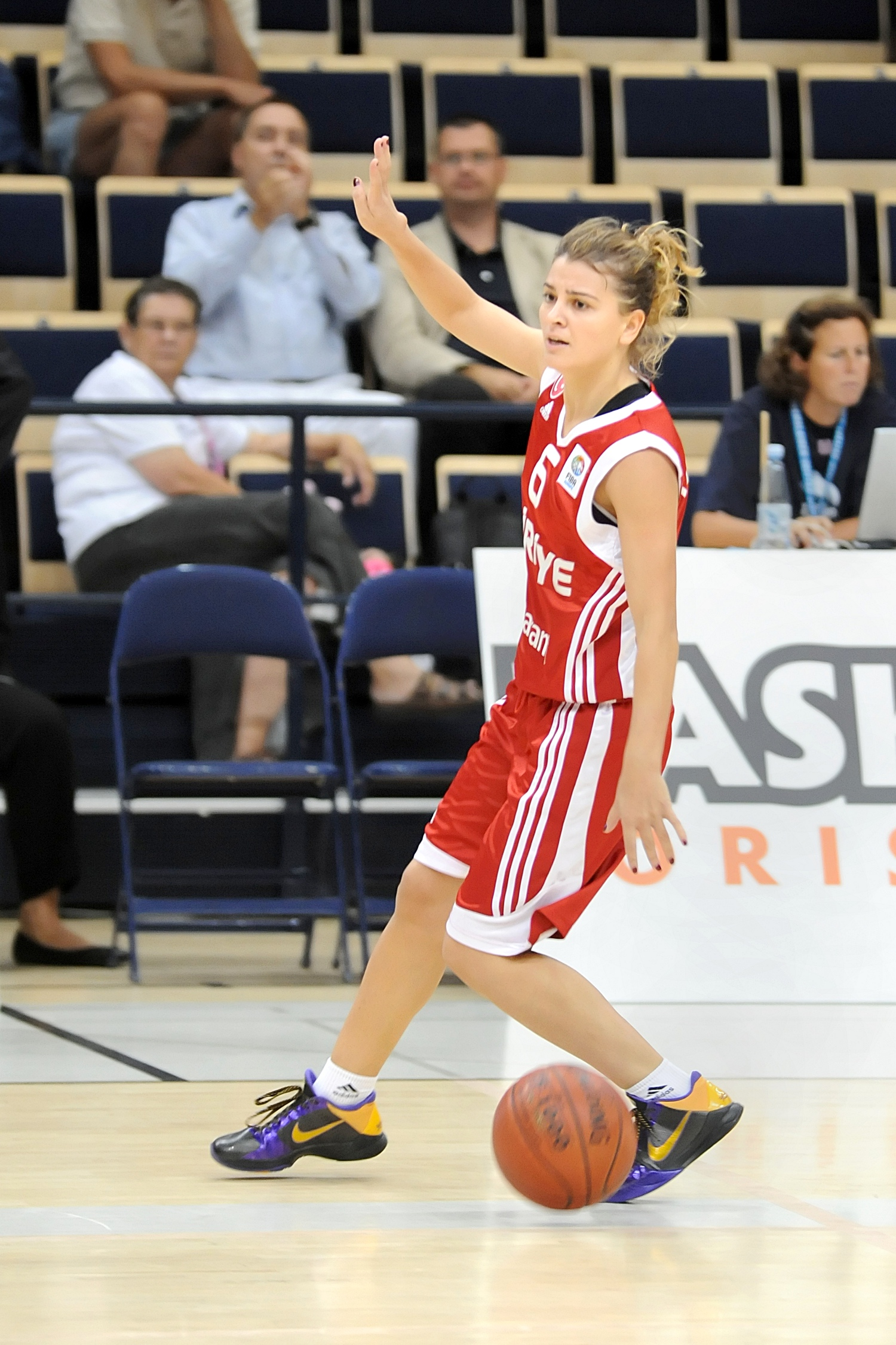
Birsel Vardarlı

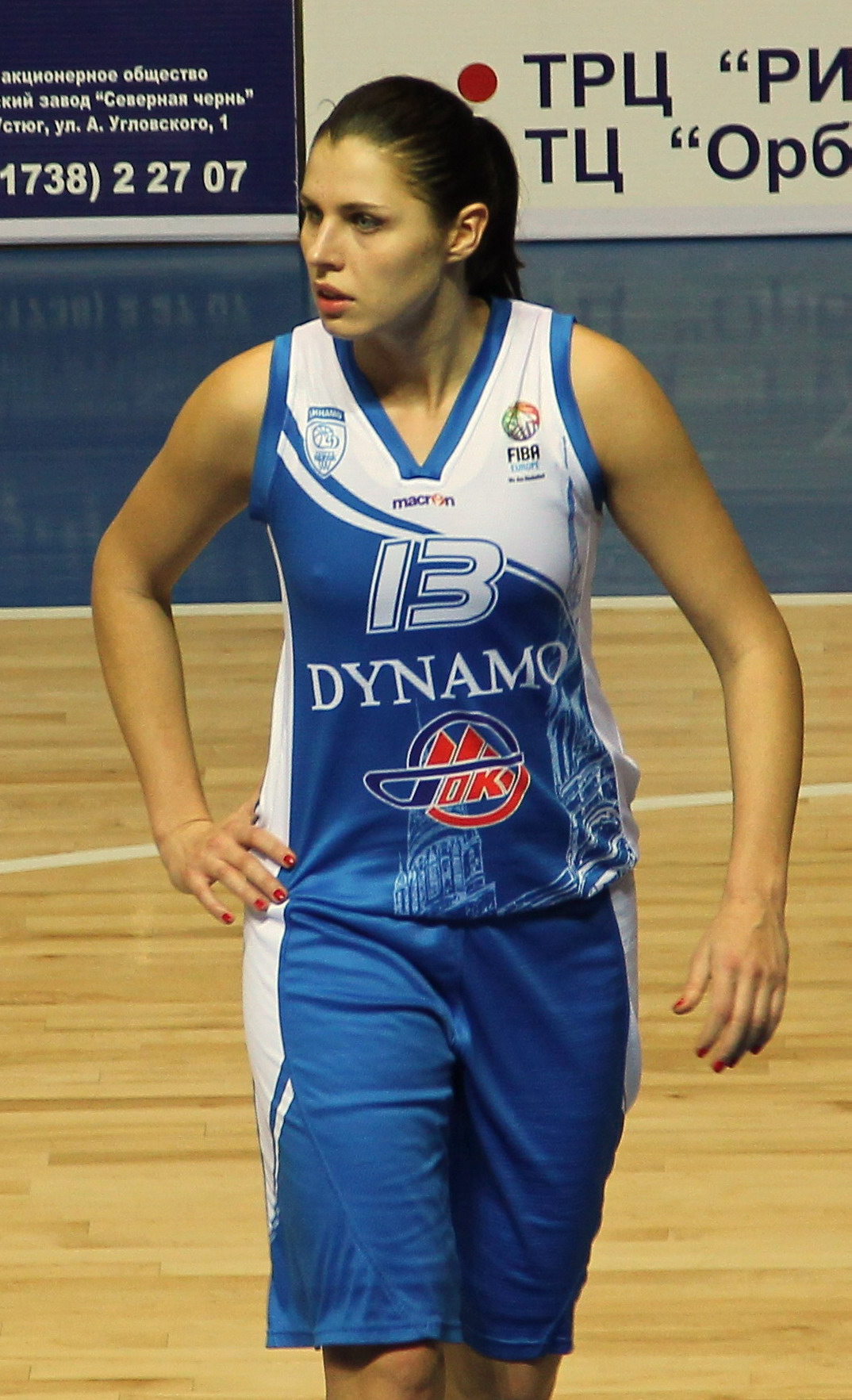
Anna Petrakova

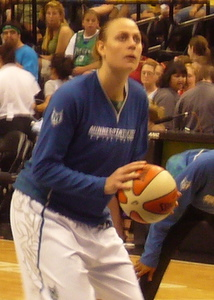
Kathrin Ress

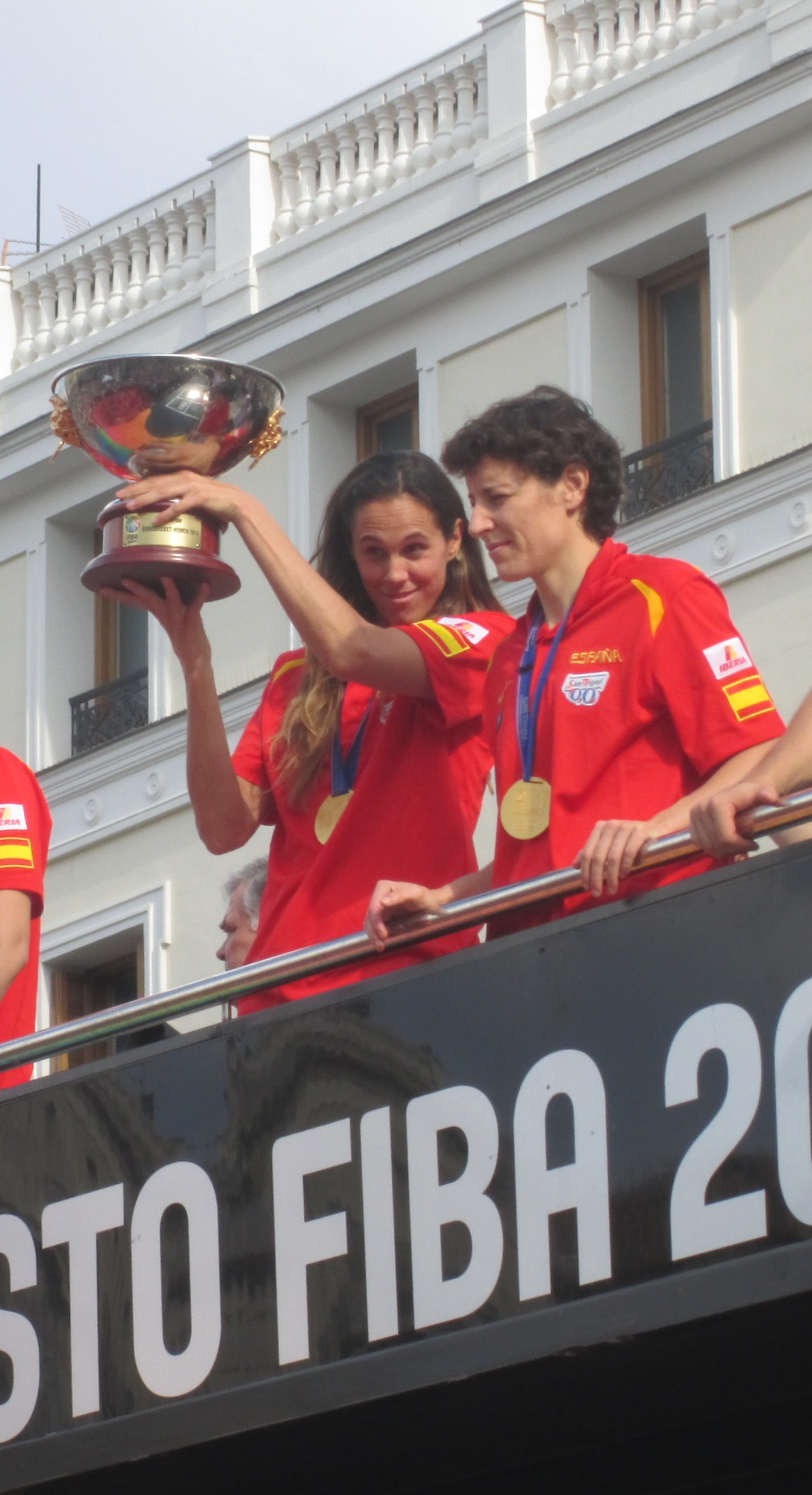
Amaya Valdemoro

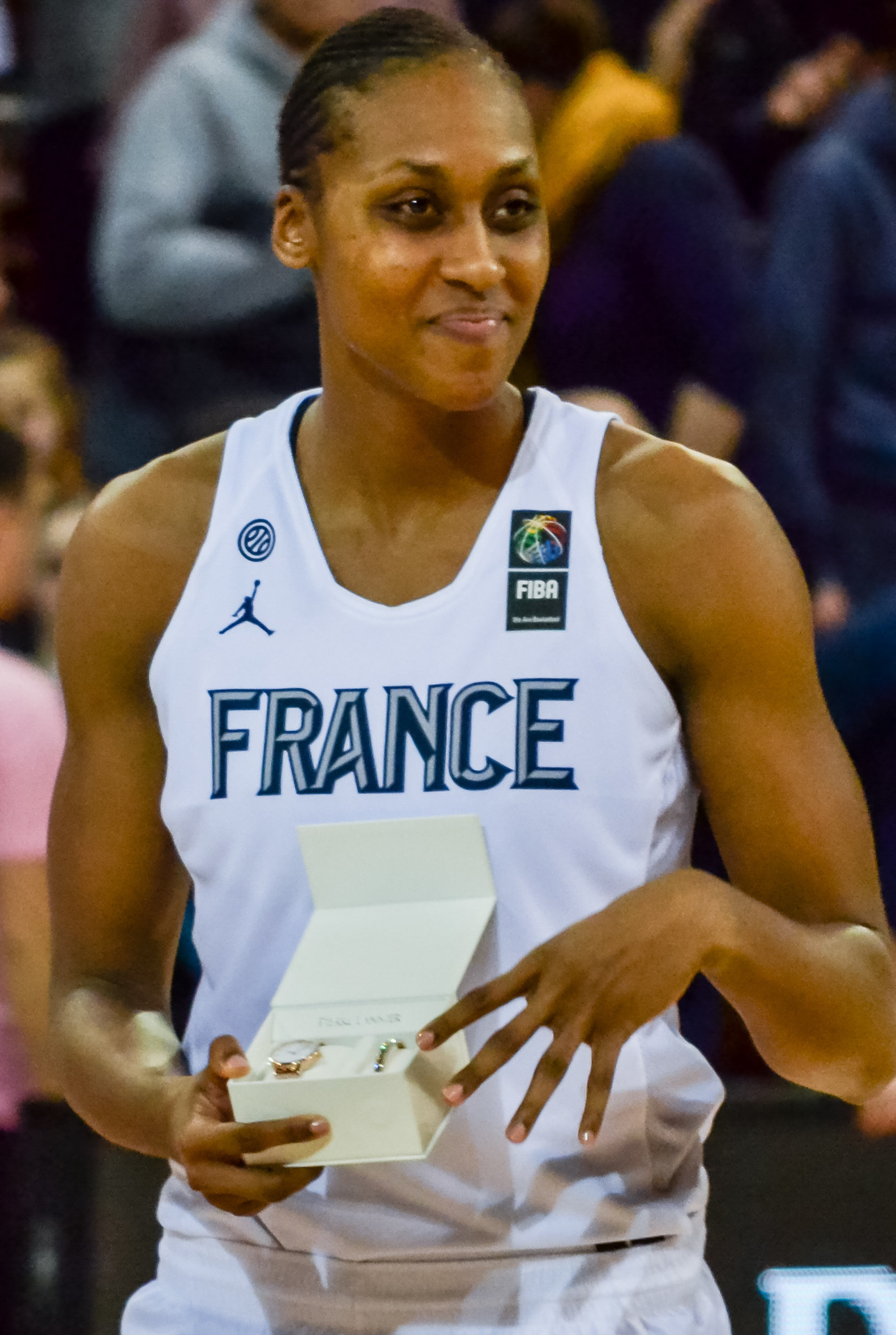
Sandrine Gruda

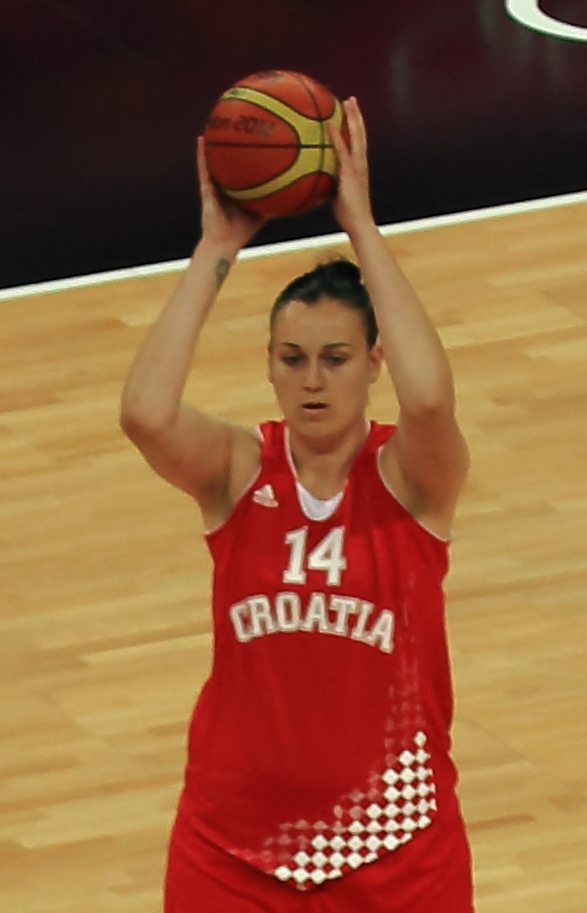
Luca Ivanković

## Groupe A

### Monténégro
La sélection est composée de :
| Numéro | Joueuse          | Poste | Naissance          | Taille | Club 2012-2013          |
| ------ | ---------------- | ----- | ------------------ | ------ | ----------------------- |
| 4      | Milena Bajic     | F     | 13 janvier 1996    | 1,84 m | ŽKK Budućnost Podgorica |
| 5      | Jelena Škerović  | G     | 23 décembre 1980   | 1,77 m | USK Prague              |
| 6      | Anna DeForge     | G     | 14 avril 1976      | 1,79 m | USK Prague              |
| 7      | Ana Baletic      | F     | 19 juillet 1985    | 1,85 m | ZKK Rolling Nikšić      |
| 8      | Natasa Popovic   | C     | 14 avril 1982      | 1,90 m | Spartak Noguinsk        |
| 9      | Snezana Aleksic  | G     | 14 janvier 1989    | 1,73 m | ŽBK Dynamo Moscou       |
| 10     | Jelena Dubljević | F     | 17 mai 1987        | 1,88 m | USK Prague              |
| 11     | Milka Bjelica    | C     | 22 juin 1981       | 1,92 m | Beşiktaş JK             |
| 12     | Iva Perovanović  | C     | 1er septembre 1983 | 1,88 m | Nadejda Orenbourg       |
| 13     | Ana Turcinovic   | C     | 20 octobre 1993    | 1,89 m | Antakya Belediyespor    |
| 14     | Milica Jovanovic | C     | 14 août 1989       | 1,89 m | Beşiktaş JK             |
| 15     | Jelena Culafic   | G     | 8 juin 1989        | 1,75 m | SD Željezničar          |

Sélectionneur : Miodrag Baletić
Assisté de : Rade Petrovic

### Slovaquie
La sélection est composée de :
| Numéro | Joueuse              | Poste | Naissance         | Taille | Club 2012-2013         |
| ------ | -------------------- | ----- | ----------------- | ------ | ---------------------- |
| 4      | Dominika Baburova    | SF    | 29 mai 1991       | 1,82 m | MBK Ružomberok         |
| 5      | Katarina Tetemondová | SF    | 24 septembre 1988 | 1,86 m | MBK Ružomberok         |
| 6      | Lucia Kupcikova      | PF    | 28 août 1984      | 1,86 m | Good Angels Košice     |
| 7      | Zuzana Brezániova    | PG    | 4 mars 1987       | 1,68 m | MBK Ružomberok         |
| 8      | Klaudia Lukacovicová | C     | 25 novembre 1990  | 1,92 m | MBK Ružomberok         |
| 9      | Barbora Fabianova    | PF    | 18 octobre 1982   | 1,84 m | CUS Cagliari           |
| 10     | Gabriela Kubatova    | PG    | 26 mai 1984       | 1,72 m | Roche Vendée           |
| 11     | Timea Sujova         | SG    | 26 février 1984   | 1,75 m | SBK Šamorín            |
| 12     | Romana Vynuchalova   | C     | 3 septembre 1986  | 1,93 m | SBK Šamorín            |
| 13     | Anna Jurčenková      | C     | 26 juillet 1985   | 1,95 m | Basketbalový Klub Brno |
| 14     | Eva Kmetova          | PF    | 6 août 1987       | 1,83 m | MBK Ružomberok         |
| 15     | Lucia Krc-Turbova    | C     | 1er juin 1989     | 1,86 m | Piešťany Cajky         |

Sélectionneur : Ivan Vojtko
Assisté de : Marcela Krämer

### Turquie
| Numéro | Joueuse                | Poste | Naissance         | Taille | Club(s) 2011          |
| ------ | ---------------------- | ----- | ----------------- | ------ | --------------------- |
| 4      | Tuğba Palazoğlu        | SG    | 4 décembre 1980   | 1,72 m | İstanbul Üniversitesi |
| 5      | Tuğçe Canıtez          | PF    | 6 août 1987       | 1,90 m | Westmont College      |
| 6      | Aysegül Günay          | SG    | 13 janvier 1979   | 1,72 m | Kayseri Kaski         |
| 7      | Birsel Vardarlı        | PG    | 12 juillet 1984   | 1,75 m | Fenerbahçe SK         |
| 8      | Yasemin Dalgalar       | SF    | 8 mai 1985        | 1,85 m | Kayseri Kaski         |
| 9      | Esmeral Tunçluer       | PG    | 6 octobre 1977    | 1,74 m | Fenerbahçe SK         |
| 10     | Işıl Alben             | G     | 22 février 1986   | 1,72 m | Galatasaray SK        |
| 11     | Nevriye Yılmaz         | C     | 16 juin 1980      | 1,94 m | Galatasaray SK        |
| 12     | Naile Cirak            | PF    | 29 mai 1985       | 1,85 m | Homend Antakya        |
| 13     | Quanitra Hollingsworth | C     | 1er août 1983     | 1,96 m | UMMC Iekaterinbourg   |
| 14     | Şaziye İvegin          | F     | 8 février 1982    | 1,82 m | Galatasaray SK        |
| 15     | Bahar Çağlar           | PF    | 28 septembre 1988 | 1,90 m | Galatasaray SK        |

Sélectionneur  :  Ceyhun Yıldızoğlu
Assistants :  Erman Okerman, Erkan Metin, Ömer Buharali

### Ukraine
La sélection est composée de :
| Numéro | Joueuse                | Poste | Naissance       | Taille | Club 2012-2013          |
| ------ | ---------------------- | ----- | --------------- | ------ | ----------------------- |
| 4      | Olga Dubrovina         | PG    | 2 mai 1987      | 1,73 m | Neftochimic 2010 Burgas |
| 5      | Olena Samburska        | G     | 31 janvier 1989 | 1,74 m | WBC Montana             |
| 6      | Krystyna Matsko        | G     | 15 juin 1991    | 1,81 m | TIM-SKUF Kyiv           |
| 7      | Inna Kochubei          | PG    | 5 avril 1982    | 1,73 m | TIM-SKUF Kyiv           |
| 8      | Kateryna Dorohobouzova | SF    | 28 juin 1990    | 1,85 m | PINKK-Pécsi 424         |
| 9      | Oleksandra Kourasova   | F     | 4 avril 1986    | 1,86 m | Rivas Ecópolis          |
| 10     | Ganna Zarytska         | F     | 8 juin 1990     | 1,85 m | TIM-SKUF Kyiv           |
| 11     | Alina Iahoupova        | GF    | 9 février 1992  | 1,83 m | WBC Dynamo Kyiv         |
| 12     | Lyubov Alyoshkina      | C     | 23 août 1981    | 2,00 m | Olimpia Grodno          |
| 13     | Viktoriya Mirtcheva    | PF    | 17 janvier 1987 | 1,90 m | Nantes-Rezé Basket 44   |
| 14     | Olena Ogorodnikova     | PF    | 30 mai 1981     | 1,86 m |                         |
| 15     | Oleksandra Khomenchuk  | C     | 4 février 1989  | 2,02 m | Horizont Minsk          |

Sélectionneur : Vadim Czeczuro
Assisté de : Iryna Shchypakina

## Groupe B

### Russie
La sélection est composée de :
| Numéro | Joueuse             | Poste | Naissance       | Taille | Club 2012-2013          |
| ------ | ------------------- | ----- | --------------- | ------ | ----------------------- |
| 4      | Valeria Moussina    | G     | 18 août 1987    | 1,79 m | CCC Polkowice           |
| 5      | Evgeniya Belyakova  | SG    | 27 juin 1986    | 1,84 m | Sparta&K M.R. Vidnoje   |
| 6      | Natalia Vodopyanova | F     | 4 juin 1981     | 1,88 m | Dynamo Koursk           |
| 7      | Marina Kuzina       | PF    | 19 juillet 1985 | 1,94 m | Sparta&K M.R. Vidnoje   |
| 8      | Epiphanny Prince    | G     | 11 janvier 1988 | 1,75 m | Dynamo Kursk            |
| 9      | Liudmila Sapova     | GF    | 3 mai 1984      | 1,86 m | Nadejda Orenbourg       |
| 10     | Ilona Korstine      | SF    | 30 mai 1980     | 1,82 m | Dynamo région de Moscou |
| 11     | Natalia Vieru       | C     | 25 juillet 1989 | 2,00 m | Sparta&K M.R. Vidnoje   |
| 12     | Irina Osipova       | C     | 25 juin 1981    | 1,96 m | İstanbul Üniversitesi   |
| 13     | Anna Petrakova      | PF    | 4 décembre 1984 | 1,88 m | UMMC Iekaterinbourg     |
| 14     | Natalia Zhedik      | SG    | 11 juillet 1988 | 1,84 m | Nadejda Orenbourg       |
| 15     | Nadezhda Grishaeva  | PF    | 2 juillet 1989  | 1,95 m | Dynamo région de Moscou |

Sélectionneur : Alfredas Vainauskas
Assisté de : Dmitry Donskov

### Italie
La sélection est composée de :
| Numéro | Joueuse             | Poste | Naissance         | Taille | Club 2012-2013              |
| ------ | ------------------- | ----- | ----------------- | ------ | --------------------------- |
| 4      | Francesca Dotto     | PG    | 17 mars 1993      | 1,68 m | Lucca                       |
| 5      | Martina Fassina     | SG    | 19 mars 1988      | 1,82 m | Ceprini Costruzioni Orvieto |
| 6      | Sabrina Cinili      | PF    | 22 avril 1989     | 1,91 m | Acqua & Sapone Umbertide    |
| 7      | Giorgia Sottana     | PG    | 15 décembre 1988  | 1,77 m | Famila Schio                |
| 8      | Giulia Gatti        | PG    | 16 mars 1989      | 1,70 m | Goldbet Taranto             |
| 9      | Ilaria Zanoni       | PF    | 25 janvier 1986   | 1,88 m | Goldbet Taranto             |
| 10     | Gaia Gorini         | SG    | 8 janvier 1992    | 1,80 m | Acqua & Sapone Umbertide    |
| 11     | Raffaella Masciadri | PF    | 30 septembre 1990 | 1,85 m | Famila Schio                |
| 12     | Nnena Wabara        | PF    | 23 octobre 1981   | 1,83 m | Goldbet Taranto             |
| 13     | Benedetta Bagnara   | PG    | 7 février 1987    | 1,80 m | Lucca                       |
| 14     | Kathrin Ress        | C     | 26 juin 1985      | 1,96 m | Lucca                       |
| 15     | Alessandra Formica  | C     | 13 mars 1993      | 1,89 m | Umana Reyer                 |

Sélectionneur : Roberto Ricchini
Assisté de : Giovanni Lucchesi et Raffaele Imbrogno

### Suède
La sélection est composée de :
| Numéro | Joueuse            | Poste | Naissance        | Taille | Club 2012-2013         |
| ------ | ------------------ | ----- | ---------------- | ------ | ---------------------- |
| 4      | Frida Aili         | SG    | 22 avril 1988    | 1,80 m | Northland Basket Lulea |
| 5      | Malin Aasa         | SG    | 14 juin 1987     | 1,76 m | Norrkoping Dolphins    |
| 6      | Frida Eldebrink    | SG    | 4 janvier 1988   | 1,74 m | Bourges                |
| 7      | Ashley Key         | GF    | 1er juin 1985    | 1,83 m | Mark Basket            |
| 8      | Kadidja Andersson  | PF    | 7 février 1980   | 1,83 m | MBK Ružomberok         |
| 9      | Elin Eldebrink     | PG    | 4 janvier 1988   | 1,74 m | C.U.S. Cagliari        |
| 10     | Elisabeth Egnell   | SF    | 19 novembre 1987 | 1,86 m | Norrkoping Dolphins    |
| 11     | Danielle Hamilton  | F     | 23 janvier 1990  | 1,86 m | Georgia Tech           |
| 12     | Anna Barthold      | PF    | 31 mars 1980     | 1,85 m | Northland Basket Lulea |
| 13     | Stefanie Yderström | G     | 23 avril 1990    | 1,74 m | Miami                  |
| 14     | Louice Halvarsson  | C     | 15 janvier 1989  | 1,91 m | C.U.S. Cagliari        |
| 15     | Katarina Andersson | C     | 19 mai 1983      | 1,94 m | Solna Vikings          |

Sélectionneur : Lars Johansson
Assisté de : David Leman et Jurgita Kausaite

### Espagne
La sélection est composée de :
| Numéro | Joueuse          | Poste | Naissance         | Taille | Club 2012-2013        |
| ------ | ---------------- | ----- | ----------------- | ------ | --------------------- |
| 4      | Laura Nicholls   | FC    | 26 février 1989   | 1,89 m | Rivas Ecópolis        |
| 5      | Cindy Lima       | C     | 21 juin 1981      | 1,96 m | Uni Gyor              |
| 6      | Silvia Domínguez | PG    | 31 janvier 1987   | 1,66 m | UMMC Iekaterinbourg   |
| 7      | Alba Torrens     | F     | 30 août 1989      | 1,92 m | Fenerbahçe SK         |
| 8      | Cristina Ouviña  | G     | 18 septembre 1990 | 1,74 m | Wisla Can-Pack        |
| 9      | Laia Palau       | PG    | 10 septembre 1979 | 1,76 m | CCC Polkowice         |
| 10     | Elisa Aguilar    | G     | 15 octobre 1976   | 1,72 m | Sparta&K M.R. Vidnoje |
| 11     | Marta Xargay     | G     | 20 décembre 1990  | 1,81 m | Perfumerias           |
| 12     | Laura Gil        | C     | 24 avril 1992     | 1,92 m | Ciudad de Burgos      |
| 13     | Amaya Valdemoro  | SF    | 18 août 1976      | 1,83 m | Real Canoe            |
| 14     | Sancho Lyttle    | C     | 20 septembre 1983 | 1,90 m | Fenerbahçe SK         |
| 15     | Queralt Casas    | SG    | 18 novembre 1992  | 1,78 m | Rivas Ecópolis        |

Sélectionneur : Lucas Mondelo
Assisté de : Victor Lapena et Isabel Sanchez

## Groupe C

### France
La sélection est composée de :
| Numéro | Joueuse              | Poste | Naissance       | Taille | Club 2012-2013           |
| ------ | -------------------- | ----- | --------------- | ------ | ------------------------ |
| 4      | Isabelle Yacoubou    | 5     | 21 avril 1986   | 1,90 m | Spartak région de Moscou |
| 5      | Nwal-Endéné Miyem    | 3-4   | 15 mai 1988     | 1,88 m | CJM Bourges Basket       |
| 6      | Diandra Tchatchouang | 3-4   | 14 juin 1991    | 1,87 m | Perpignan                |
| 7      | Sandrine Gruda       | 4-5   | 25 juin 1987    | 1,95 m | UMMC Iekaterinbourg      |
| 8      | Edwige Lawson-Wade   | 1-2   | 14 mai 1979     | 1,67 m | Lattes Montpellier       |
| 9      | Céline Dumerc        | 1     | 9 juillet 1982  | 1,69 m | CJM Bourges Basket       |
| 11     | Émilie Gomis         | 2-3   | 18 octobre 1983 | 1,80 m | Lattes Montpellier       |
| 12     | Marielle Amant       | 4-5   | 9 décembre 1989 | 1,90 m | Nantes-Rezé Basket 44    |
| 14     | Emmeline Ndongue     | 4-5   | 25 avril 1983   | 1,92 m | CJM Bourges Basket       |
| 16     | Valériane Ayayi      | 3     | 29 avril 1994   | 1,84 m | Basket Landes            |
| 17     | Anaël Lardy          | 1     | 24 octobre 1987 | 1,70 m | USK Prague               |
| 18     | Gaëlle Skrela        | 2-3   | 24 janvier 1983 | 1,77 m | Lattes Montpellier       |

Sélectionneur : Pierre Vincent
Assisté de : Valérie Garnier, François Brisson et Thierry Moullec

### Grande-Bretagne
La sélection est composée de :
| Numéro | Joueuse               | Poste | Naissance         | Taille | Club 2012-2013              |
| ------ | --------------------- | ----- | ----------------- | ------ | --------------------------- |
| 4      | Georgia Jones         | 2     | 3 avril 1990      | 1,70 m | Cluj-Napoca                 |
| 5      | Rose Anderson         | 2     | 23 mars 1988      | 1,78 m | CSP Rezé                    |
| 6      | Stefanie Collins      | 2     | 30 décembre 1982  | 1,68 m | UWIC Archers                |
| 7      | Rachael Vanderwal     | 1     | 27 juin 1983      | 1,76 m | Université de Limerick      |
| 8      | Chantelle Handy       | 3     | 16 juin 1987      | 1,91 m | Mersin BB SK                |
| 9      | Lauren Thomas-Johnson | 2     | 25 mai 1988       | 1,80 m | Sheffield Hatters           |
| 10     | Ella Clark            | 3     | 8 février 1992    | 1,90 m | Long Beach State University |
| 11     | Kimberly Butler       | 4     | 7 septembre 1982  | 1,85 m | SK Cēsis                    |
| 12     | Dominique Allen       | 5     | 10 septembre 1989 | 1,92 m | Libertas Bologna            |
| 13     | Johannah Leedham      | 2     | 5 décembre 1987   | 1,80 m | CJM Bourges Basket          |
| 14     | Azania Stewart        | 5     | 13 mars 1989      | 1,95 m | PINKK-Pecsi 424             |
| 15     | Stephanie Gandy       | 3     | 10 mai 1982       | 1,78 m | Sheffield Hatters           |

Sélectionneur : Damian Jennings
Assisté de : Vanessa Ellis et Peter Buckle

### Serbie
La sélection est composée de :
| Numéro | Joueuse            | Poste | Naissance        | Taille | Club 2012-2013       |
| ------ | ------------------ | ----- | ---------------- | ------ | -------------------- |
| 4      | Tamara Radocaj     | PG    | 23 décembre 1987 | 1,70 m | Partizan Galenika    |
| 5      | Bojana Vulić       | PF    | 28 mai 1984      | 1,91 m | Canik Belediye       |
| 6      | Sasa Cado          | SG    | 13 juillet 1989  | 1,78 m | Partizan Galenika    |
| 7      | Sara Krnjić        | C     | 15 juillet 1991  | 1,92 m | UE Supron            |
| 8      | Nevena Jovanovic   | SG    | 30 juin 1990     | 1,78 m | Partizan Galenika    |
| 9      | Jelena Milovanović | PF    | 28 avril 1989    | 1,90 m | UE Supron            |
| 10     | Dajana Butulija    | SG    | 23 février 1986  | 1,75 m | Partizan Galenika    |
| 11     | Ivanka Matić       | C     | 29 mai 1979      | 1,93 m | Municipal Târgovişte |
| 12     | Ines Ajanović      | PF    | 12 novembre 1980 | 1,96 m | SK Cēsis             |
| 13     | Milica Dabović     | SG    | 16 février 1982  | 1,75 m | Partizan Galenika    |
| 14     | Ana Dabović        | SG    | 18 août 1989     | 1,83 m | TED Ankara           |
| 15     | Jovana Rad         | PF    | 8 mai 1987       | 1,87 m | Tarbes               |

Sélectionneur : Marina Maljkovic
Assisté de : Igor Polenek et Bojan Jankovic

### Lettonie
La sélection est composée de :
| Numéro | Joueuse           | Poste | Naissance         | Taille | Club 2012-2013    |
| ------ | ----------------- | ----- | ----------------- | ------ | ----------------- |
| 4      | Kitija Laksa      | SG    | 21 mai 1996       | 1,82 m | TTT Riga          |
| 5      | Anda Eibele       | PG    | 30 juillet 1984   | 1,70 m | SK Cēsis          |
| 6      | Liga Surkusa      | PF    | 16 juillet 1991   | 1,93 m | Cignoli Broni     |
| 7      | Elīna Babkina     | PG    | 24 avril 1989     | 1,73 m | USK Prague        |
| 8      | Dita Liepkalne    | SF    | 27 avril 1980     | 1,82 m | SK Cēsis          |
| 9      | Liene Jansone     | F/C   | 22 mai 1981       | 1,92 m | Tarsus Belediyesi |
| 10     | Anete Horelika    | SF    | 23 juillet 1987   | 1,78 m | Landslake Lions   |
| 11     | Ieva Krastina     | SG    | 22 juillet 1990   | 1,77 m | TTT Riga          |
| 12     | Zane Jakobsone    | SF    | 30 novembre 1985  | 1,80 m | SK Cēsis          |
| 13     | Kristine Karklina | SG    | 30 septembre 1983 | 1,75 m | Ceyhan Belediye   |
| 14     | Anete Steinberga  | PF    | 29 janvier 1990   | 1,90 m | Miners d'UTEP     |
| 15     | Aija Brumermane   | C     | 31 octobre 1986   | 1,91 m | PINKK-Pécsi 424   |

Sélectionneur : Aigars Nerips
Assisté de : Ainars Cukste et Vents Karklins

## Groupe D

### Croatie
La sélection est composée de :
| Numéro | Joueuse          | Poste | Naissance         | Taille | Club 2012-2013      |
| ------ | ---------------- | ----- | ----------------- | ------ | ------------------- |
| 4      | Jelena Ivezić    | SG    | 17 mars 1984      | 1,82 m | Ceyhan Belediyespor |
| 5      | Andja Jelavić    | PG    | 21 septembre 1980 | 1,71 m | Samsun Basketbol    |
| 6      | Antonija Mišura  | PG    | 19 mai 1988       | 1,78 m | Toulouse            |
| 7      | Kristina Benic   | PF    | 4 juin 1988       | 1,83 m | Novi Zagreb         |
| 8      | Emanuela Salopek | SG    | 18 avril 1987     | 1,78 m | Gospić              |
| 9      | Marija Rezan     | C     | 8 août 1989       | 1,96 m | Perfumerias         |
| 10     | Iva Ciglar       | PG    | 12 décembre 1985  | 1,71 m | Novi Zagreb         |
| 11     | Ana Lelas        | SF    | 2 avril 1983      | 1,82 m | Lattes-Montpellier  |
| 12     | Iva Slišković    | C     | 4 septembre 1984  | 1,90 m | SKBD Rücon          |
| 13     | Matea Vrdoljak   | SG    | 19 novembre 1985  | 1,83 m | Novi Zagreb         |
| 14     | Luca Ivanković   | C     | 26 septembre 1987 | 2,00 m | Jolly               |
| 15     | Monika Bosilj    | SF    | 23 décembre 1985  | 1,78 m | Novi Zagreb         |

Sélectionneur : Stipe Bralić

### République tchèque
La sélection est composée de :
| Numéro | Joueuse             | Poste | Naissance         | Taille | Club 2012-2013     |
| ------ | ------------------- | ----- | ----------------- | ------ | ------------------ |
| 4      | Jana Veselá         | SF    | 31 décembre 1983  | 1,94 m | Antioche SK        |
| 5      | Michaela Zrůstová   | SF    | 4 avril 1987      | 1,86 m | USK Prague         |
| 6      | Veronika Bortelová  | PG    | 11 juin 1978      | 1,69 m | DSK Karlin         |
| 7      | Alena Hanušová      | PF    | 29 mai 1991       | 1,90 m | BK Brno            |
| 8      | Ilona Burgrová      | C     | 15 mars 1984      | 1,96 m | USK Prague         |
| 9      | Kateřina Bartoňová  | PG    | 17 janvier 1990   | 1,73 m | Cadi ICG Software  |
| 10     | Romana Hejdová      | PF    | 9 mai 1988        | 1,84 m | BK Brno            |
| 11     | Kateřina Elhotová   | SG    | 14 octobre 1989   | 1,81 m | USK Prague         |
| 12     | Tereza Vyoralová    | SG    | 16 janvier 1994   | 1,76 m | VŠ Prague          |
| 13     | Petra Kulichová     | C     | 13 septembre 1994 | 1,98 m | Good Angels Kosice |
| 14     | Tereza Pecková      | SF    | 10 juillet 1987   | 1,89 m | BK Brno            |
| 15     | Katerina Hindrakova | SG    | 9 février 1988    | 1,76 m | Kara Trutnov       |

Sélectionneur : Lubor Blažek
Assisté de : Ivan Benes et Martin Petrovicky

### Lituanie
La sélection est composée de :
| Numéro | Joueuse               | Poste | Naissance        | Taille | Club 2012-2013     |
| ------ | --------------------- | ----- | ---------------- | ------ | ------------------ |
| 4      | Gabrielė Gutkauskaitė | PG    | 26 octobre 1990  | 1,76 m | Fortuna Klaipeda   |
| 5      | Kamilė Nacickaitė     | SF    | 28 décembre 1989 | 1,81 m | C.U.S. Chieti      |
| 6      | Inesa Visgaudaitė     | PG    | 20 mai 1991      | 1,69 m | Toulouse           |
| 7      | Mante Kvederaviciute  | SF    | 28 novembre 1990 | 1,80 m | Kibirkštis Vilnius |
| 8      | Lina Pikciute         | PF    | 17 novembre 1990 | 1,92 m | Kibirkštis Vilnius |
| 9      | Rasa Zemantauskaite   | PG    | 11 janvier 1981  | 1,76 m | Sirenos Kaunas     |
| 10     | Monika Grigalauskytė  | PF    | 17 février 1992  | 1,90 m | Fortuna Klaipeda   |
| 11     | Giedrė Paugaitė       | PF    | 15 juillet 1990  | 1,92 m | Mondeville         |
| 12     | Iveta Salkauske       | C     | 3 février 1982   | 1,94 m | Sirenos Kaunas     |
| 13     | Gintarė Petronytė     | C     | 19 mars 1989     | 1,95 m | Goldbet Taranto    |
| 14     | Kristina Vengrytė     | PF    | 21 décembre 1981 | 1,86 m | Kibirkštis Vilnius |
| 15     | Eglė Šikšniūtė        | C     | 16 mai 1991      | 1,85 m | Fortuna Klaipeda   |

Sélectionneur : Algirdas Paulauskas

### Biélorussie
La sélection est composée de :
| Numéro | Joueuse                | Poste | Naissance        | Taille | Club 2012-2013     |
| ------ | ---------------------- | ----- | ---------------- | ------ | ------------------ |
| 4      | Volha Istseliatsova    | PF    | 27 octobre 1988  | 1,89 m | BC Tsmoki-Minsk    |
| 5      | Aliaksandra Tarasava   | PG    | 23 juin 1988     | 1,70 m | VŠ Prague          |
| 6      | Katsiaryna Snytsina    | SF    | 2 septembre 1985 | 1,88 m | Tchevakata Vologda |
| 7      | Ala Murauskaya         | SF    | 22 mars 1985     | 1,86 m | Berezina Borisvo   |
| 8      | Tat'yana Likhtarovitch | SG    | 29 mars 1988     | 1,80 m | Fortuna Klaipeda   |
| 9      | Natallia Anufryienka   | SG    | 11 juin 1985     | 1,75 m | BC Horizont Minsk  |
| 10     | Anastasiya Verameyenka | C     | 10 juillet 1987  | 1,95 m | Olimpia Grodno     |
| 11     | Alena Lewtchanka       | C     | 30 avril 1983    | 1,95 m | Liaoning Hengye    |
| 12     | Zhanna Haradzetskaya   | PG    | 11 octobre 1979  | 1,78 m | BC Tsmoki-Minsk    |
| 13     | Maryia Papova          | PF    | 13 juillet 1994  | 1,89 m | Partizan Galenika  |
| 14     | Nataliya Trafimava     | SF    | 16 juin 1979     | 1,88 m | Energy Ivanovo     |
| 15     | Marina Kress           | C     | 23 août 1980     | 1,94 m | BC Horizont Minsk  |

Sélectionneur : Rimantas Grigas
Assisté de : Andrei Vauleu et Natallia Maslava

## Ligues
Parmi les 192 compétitrices, 25 jouent en Turquie, pays le mieux représenté avant la Russie (20), puis la France et l'Italie (19). En France, 17 jouent en LFB, 1 en Ligue 2 et 1 en NF1.